# Rêve érotique
Un rêve érotique ou rêve sexuel est, comme son nom l'indique, un rêve au contenu érotique ou sexuel.

## Prévalence
En 2007, une enquête de l'université de Montréal rapporte que 8 % des rêves ont un contenu sexuel. Une expérience menée sur des étudiants, décrite en 2020 dans la revue Sexologies, montre que 97 rêves sur les 1 612 analysés contenaient un thème érotique (6,02 %) ; 5,88 % chez les jeunes femmes et 6,88 % chez les jeunes hommes.

## Contenu
Selon l'enquête de l'université de Montréal, la nature du contenu des rêves érotiques est, dans l'ordre : propositions sexuelles, baisers, fantasmes divers et variés, masturbation.

### Chez la femme
D'après le psychologue Abraham Maslow en 1963, les rêves sexuels explicites sont plutôt le fait des femmes confiantes en elles-mêmes, posées, indépendantes et généralement actives. En cas de peu d'estime de soi ou d'inhibition, les rêves sexuels sont plutôt de type symboliques. Ces résultats sont corroborés par Joseph Adelson en 1960, mais plutôt sur le critère de la créativité d'un groupe de jeunes filles.

## Orgasme
Toujours selon l'enquête de l'université de Montréal, dans 4 % des cas, les sujets disent avoir éprouvé un orgasme.

### Chez l'homme: orgasme et éjaculation nocturnes
D'après le rapport Kinsey de 1948, 83 % des hommes de quarante-cinq ans déclarent avoir connu des éjaculations nocturnes. La fréquence annuelle des rêves sexuels avec éjaculation nocturne varie de 4 à 11 % chez les hommes de vingt à trente-cinq ans et de 3 à 5 % chez les hommes plus âgés. 5 % des sujets étudiés connaissent ce type de rêve plus d'une fois par semaine, avec un maximum entre l'adolescence et trente ans. La fréquence annuelle des rêves érotiques avec orgasme est de 3 à 4 %, 1 % en ayant plus d'un par semaine. L'incidence des orgasmes oniriques est maximale à la quarantaine.

## Érection nocturne
Le rêve sexuel n'a généralement pas de lien avec l'érection nocturne.

## Dans la culture
Les fabliaux Li Sohait des Vez et Le Moigne mettent en scène des rêves érotiques liés à une forte frustration sexuelle.
En 1968 sort un film américain intitulé Les Rêves érotiques de Paula Schultz (The Wicked Dreams of Paula Schultz).